# Sarah Greene
Sarah Greene (ur. 21 lipca 1984 w Cork) – irlandzka aktorka i piosenkarka, nominowana do Tony Award i Laurence Olivier Award za rolę w sztuce Kaleka z Inishmaan.

## Filmografia

### Filmy
| Rok  | Tytuł                             | Rola                  |
| ---- | --------------------------------- | --------------------- |
| 2008 | Eden                              | Imelda Egan           |
| 2009 | Love and Savagery                 | Cathleen              |
| 2010 | My Brothers                       | Rose                  |
| 2011 | Gliniarz                          | Sinead Mulligan       |
| 2014 | Noble                             | młoda Christina Noble |
| 2015 | Ugotowany                         | Kaitlin               |
| 2017 | The Bunker                        | Margaret              |
| 2018 | Black 47                          | Ellie                 |
| 2018 | Dublin Oldschool                  | Lisa                  |
| 2018 | Rosie                             | Rosie Davis           |
| 2023 | In the Land of Saints and Sinners | Sinéad                |

### Telewizja
| Rok       | Tytuł                 | Rola                         | Uwagi              |
| --------- | --------------------- | ---------------------------- | ------------------ |
| 2006      | Bachelors Walk        | Table Football Girl #1       | 1 odc.             |
| 2009      | Psych Ward            | Jenny McArdle                | 2 odc.             |
| 2010      | Raw                   | Sarah                        | 1 odc.             |
| 2014      | The Assets            | Laura                        | 1 odc.             |
| 2015–2016 | Dom grozy             | Hecate Poole                 | 13 odc.            |
| 2016      | Rebellion             | May Lacey                    | miniserial         |
| 2017–2018 | Okup                  | Maxine Carlson               | w gł. obsadzie     |
| 2019      | Zdążyć przed zmrokiem | Cassie Maddox / Lexie Mangan | w gł. obsadzie     |
| 2020      | Normalni ludzie       | Lorraine                     | 6 odc.             |
| 2020      | Na poboczu            | Charmian Pepper              | miniserial, 2 odc. |
| 2021      | Frank of Ireland      | Áine                         | miniserial, 6 odc. |
| 2022      | Siostry na zabój      | Bibi Garvey                  | w gł. obsadzie     |

### Teatr
| Rok  | Tytuł                            | Rola            | Uwagi                        |
| ---- | -------------------------------- | --------------- | ---------------------------- |
| 2006 | The Empress of India             | Kate            | Town Hall Theatre, Galway    |
| 2006 | The Year of the Hiker            | Mary Lacey      | The Pavilion Theatre, Dublin |
| 2007 | Danti Dan                        | Cactus          | Wexford Arts Centre, Wexford |
| 2009 | The Playboy of the Western World | Honor Blake     | Druid Theatre Company        |
| 2010 | Phaedra                          | Ismene          | Project Arts Centre, Dublin  |
| 2010 | Little Gem                       | Amber           | Peacock Theatre, Dublin      |
| 2011 | Between Foxrock and a Hard Place | Sorcha          | Gaiety Theatre, Dublin       |
| 2011 | Between Foxrock and a Hard Place | Sorcha          | Cork Opera House, Cork       |
| 2012 | Alice in Funderland              | Alice           | Abbey Theatre, Dublin        |
| 2013 | Kaleka z Inishmaan               | Helen McCormick | Noël Coward Theatre, Londyn  |
| 2014 | Kaleka z Inishmaan               | Helen McCormick | Cort Theatre, New York       |
| 2017 | Woyczec                          | Marie           | Old Vic, Londyn              |
| 2017 | The Ferryman                     | Caitlin Carney  | Gielgud Theatre, Londyn      |

### Gry komputerowe
| Rok  | Tytuł                           | Rola            | Uwagi |
| ---- | ------------------------------- | --------------- | ----- |
| 2013 | Assassin’s Creed IV: Black Flag | Anne Bonny      | głos  |
| 2015 | Wiedźmin 3: Dziki Gon           | Cerys an Craite | głos  |
| 2016 | The Bunker                      | "Margaret"      |       |